# Дубово (Житорађа)
Дубово је насеље у Србији у општини Житорађа у Топличком округу. Према попису из 2022. било је 251 становника (према попису из 1991. било је 805 становника).
У селу се налази основна школа и црква посвећена Светом Илији.

## Демографија
У насељу Дубово живи 526 пунолетних становника, а просечна старост становништва износи 51,7 година (50,8 код мушкараца и 52,6 код жена). У насељу има 112 домаћинстава, а просечан број чланова по домаћинству је 2,24.
Ово насеље је углавном насељено Србима (према попису из 2002. године).
|  |

| Демографија | Демографија | Демографија |
| Година      | Становника  | Становника  |
| ----------- | ----------- | ----------- |
| 1948.       | 1.686       |             |
| 1953.       | 1.702       |             |
| 1961.       | 1.439       |             |
| 1971.       | 1.305       |             |
| 1981.       | 1.031       |             |
| 1991.       | 805         | 803         |
| 2002.       | 608         | 610         |
| 2011.       | 480         |             |
| 2022.       | 251         |             |

| Етнички састав према попису из 2002.‍ | Етнички састав према попису из 2002.‍ | Етнички састав према попису из 2002.‍ | Етнички састав према попису из 2002.‍ | Етнички састав према попису из 2002.‍ |
| ------------------------------------ | ------------------------------------ | ------------------------------------ | ------------------------------------ | ------------------------------------ |
|                                      |                                      |                                      |                                      |                                      |
| Срби                                 | Срби                                 |                                      | 505                                  | 83,05%                               |
| Роми                                 | Роми                                 |                                      | 92                                   | 15,13%                               |
| Хрвати                               | Хрвати                               |                                      | 1                                    | 0,16%                                |
| непознато                            | непознато                            |                                      | 9                                    | 1,48%                                |

| Година пописа     | 1948. | 1953. | 1961. | 1971. | 1981. | 1991. | 2002. |
| ----------------- | ----- | ----- | ----- | ----- | ----- | ----- | ----- |
| Број домаћинстава | 279   | 290   | 323   | 350   | 310   | 382   | 259   |

| Број чланова      | 1  | 2   | 3  | 4  | 5 | 6  | 7 | 8 | 9 | 10 и више | Просек |
| ----------------- | -- | --- | -- | -- | - | -- | - | - | - | --------- | ------ |
| Број домаћинстава | 68 | 113 | 38 | 19 | 6 | 12 | 2 | 1 | 0 | 0         | 2,35   |

| Пол    | Укупно | Неожењен/Неудата | Ожењен/Удата | Удовац/Удовица | Разведен/Разведена | Непознато |
| ------ | ------ | ---------------- | ------------ | -------------- | ------------------ | --------- |
| Мушки  | 255    | 46               | 183          | 17             | 8                  | 1         |
| Женски | 287    | 22               | 182          | 75             | 8                  | 0         |
| УКУПНО | 542    | 68               | 365          | 92             | 16                 | 1         |

| Пол    | Укупно                    | Пољопривреда, лов и шумарство | Рибарство                            | Вађење руде и камена | Прерађивачка индустрија       |
| ------ | ------------------------- | ----------------------------- | ------------------------------------ | -------------------- | ----------------------------- |
| Мушки  | 83                        | 38                            | 0                                    | 1                    | 25                            |
| Женски | 54                        | 48                            | 0                                    | 0                    | 4                             |
| УКУПНО | 137                       | 86                            | 0                                    | 1                    | 29                            |
| Пол    | Производња и снабдевање   | Грађевинарство                | Трговина                             | Хотели и ресторани   | Саобраћај, складиштење и везе |
| Мушки  | 0                         | 7                             | 1                                    | 0                    | 1                             |
| Женски | 0                         | 0                             | 1                                    | 0                    | 0                             |
| УКУПНО | 0                         | 7                             | 2                                    | 0                    | 1                             |
| Пол    | Финансијско посредовање   | Некретнине                    | Државна управа и одбрана             | Образовање           | Здравствени и социјални рад   |
| Мушки  | 0                         | 0                             | 2                                    | 1                    | 4                             |
| Женски | 0                         | 0                             | 0                                    | 0                    | 1                             |
| УКУПНО | 0                         | 0                             | 2                                    | 1                    | 5                             |
| Пол    | Остале услужне активности | Приватна домаћинства          | Екстериторијалне организације и тела | Непознато            | Непознато                     |
| Мушки  | 0                         | 0                             | 0                                    | 3                    | 3                             |
| Женски | 0                         | 0                             | 0                                    | 0                    | 0                             |
| УКУПНО | 0                         | 0                             | 0                                    | 3                    | 3                             |